# Vipère ottomane
Montivipera xanthina
Espèce
Synonymes
- Daboia xanthina Gray, 1849
- Vipera xanthina (Gray, 1849)

Statut de conservation UICN

 LC  : Préoccupation mineure
Montivipera xanthina, la Vipère ottomane, est une espèce de serpents de la famille des Viperidae.

## Répartition
Cette espèce se rencontre en Grèce (sur le continent et sur les îles), en Turquie et en Syrie.
On peut la rencontrer du niveau de la mer jusqu'à 3 000 m d'altitude.

## Habitat
Son biotope de prédilection est les zones de collines et de montagnes fortement ensoleillées, parsemées de buissons et de broussailles. On peut aussi la trouver dans les zones rudérales, les jardins, les zones de pâture et champs cultivés ou les oliveraies.

## Description

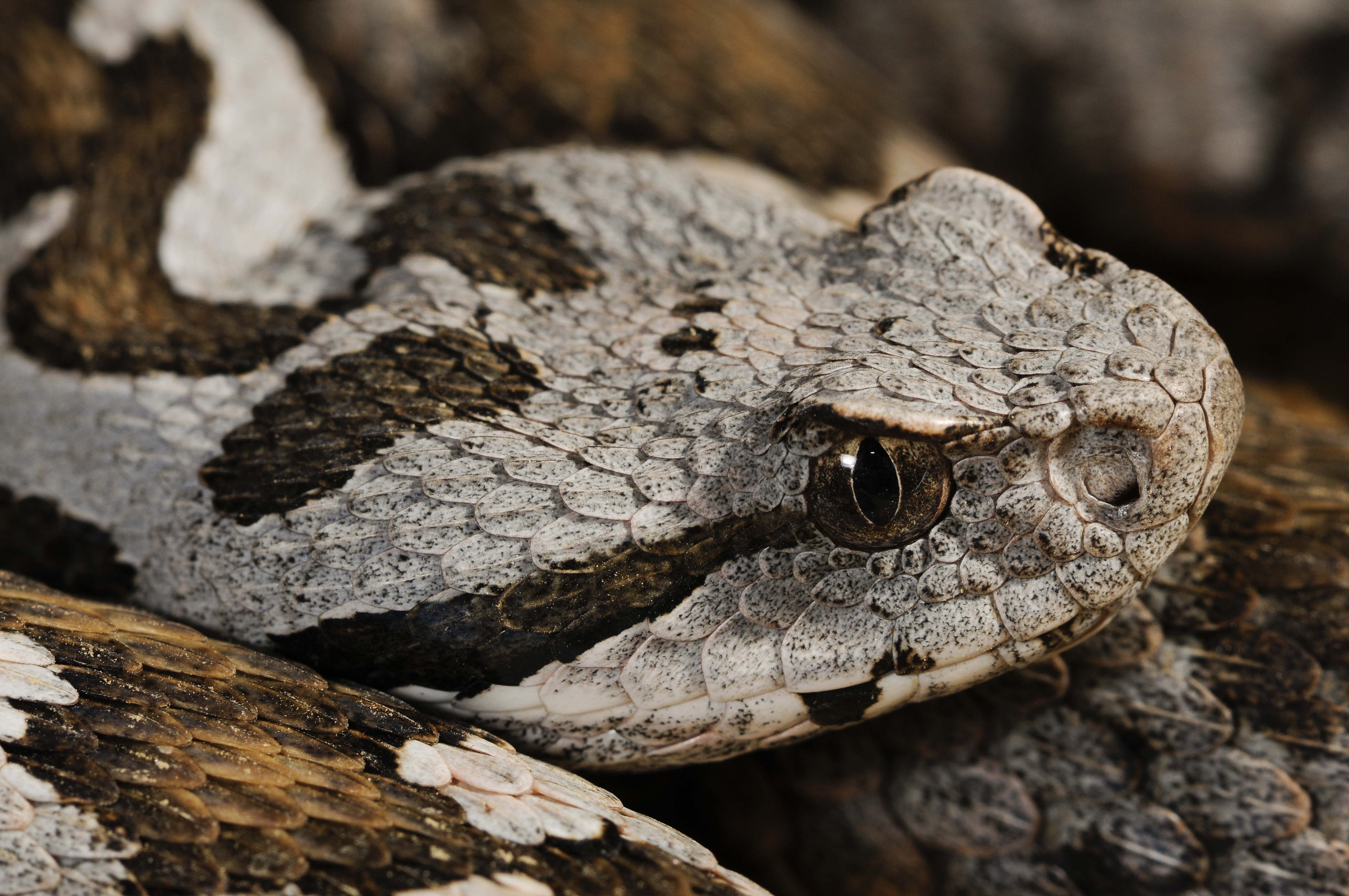
Montivipera xanthina

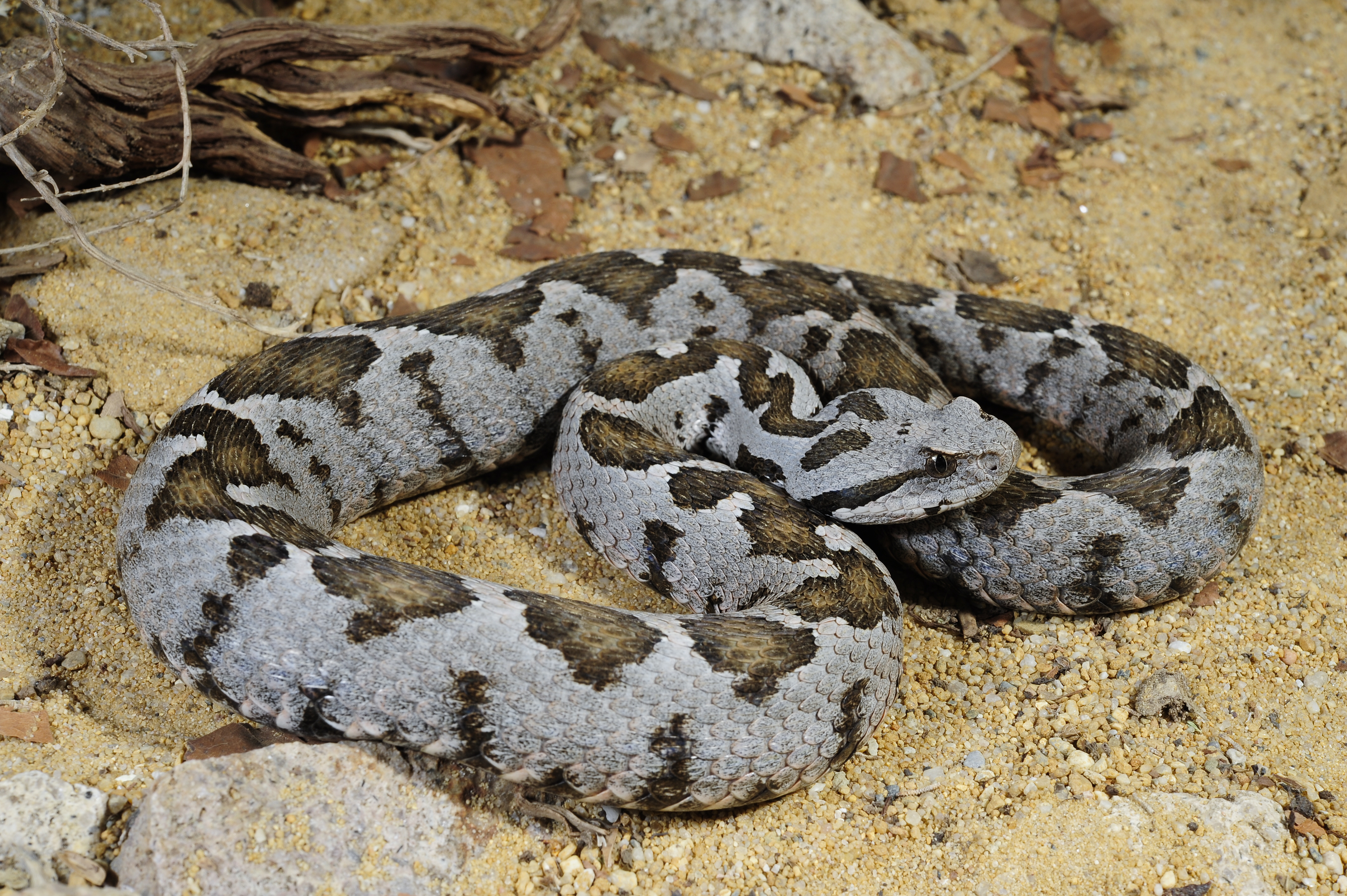
Montivipera xanthina

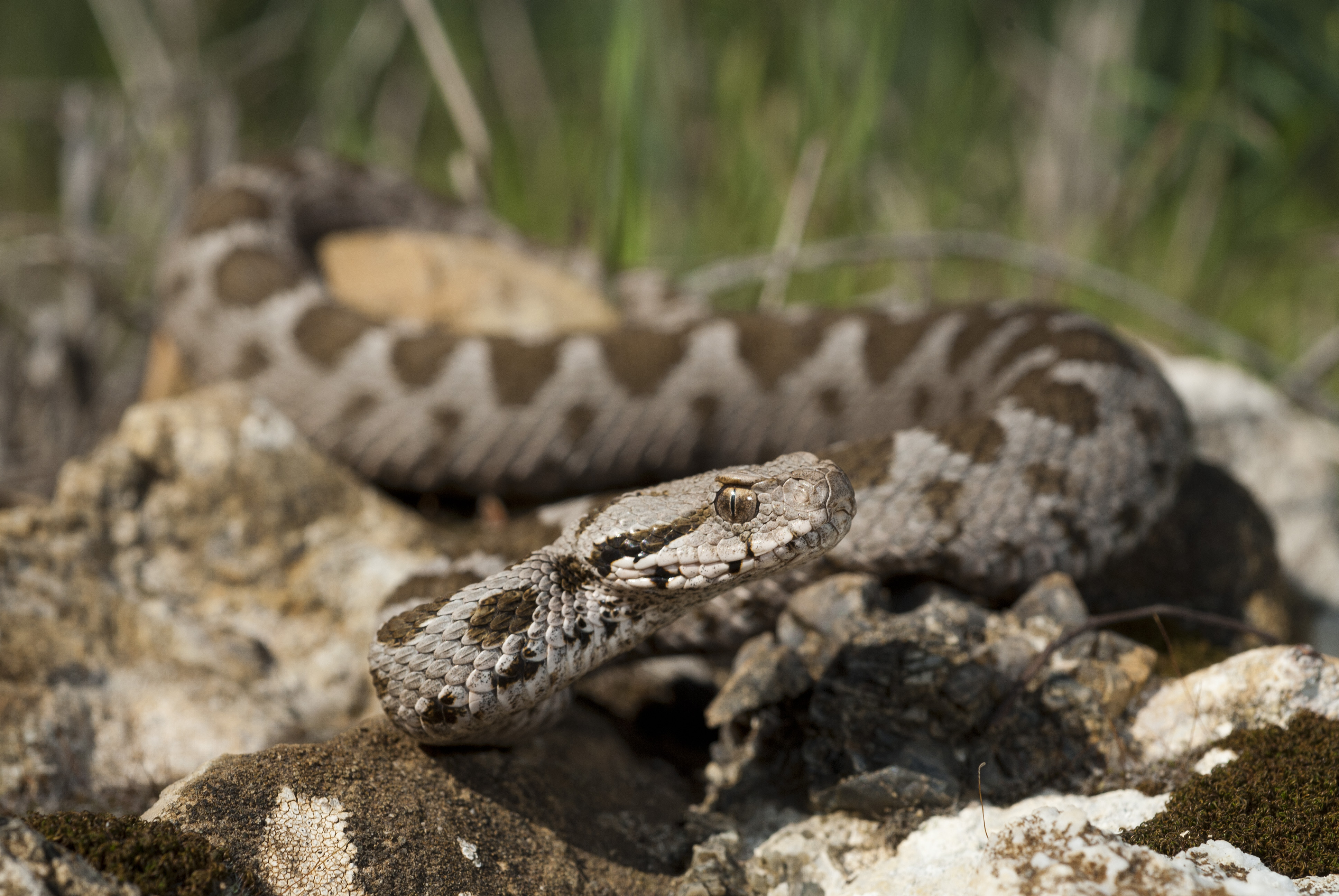
Montivipera xanthina

Cette espèce a une tête, comme chez la plupart des vipères, qui est nettement distincte du cou et couverte de petites écailles à l'exception de deux grandes écailles supra-oculaires. Les écailles du corps sont carénées, d'une couleur allant du gris au blanc, avec une bande noire ou brun-noir ondulée, souvent morcelée. Ses flancs sont ornés de taches sombres, et son ventre est gris tacheté. Le bout de la queue est jaunâtre.
La longueur de ce serpent varie de 80 à 120 cm, parfois davantage.

### Alimentation
Cette vipère a un régime carnivore. Elle se nourrit de rongeurs, d'oiseaux et de lézards.

### Reproduction
Sa reproduction est ovovivipare. La femelle met au monde de 2 à 15 petits. La biologie de cette vipère est mal connue (entre autres l'âge de sa maturité sexuelle), mais sa longévité en captivité est d'au moins 10 ans, voire, selon un éleveur, au moins 16,5 ans.

## Statut et préservation
Cette espèce est principalement menacée par la mécanisation des récoltes, sa capture à des fins culturelles, scientifiques ou commerciales, ainsi que par la persécution dont elle fait l'objet (elle est souvent tuée à vue).
Malgré cela, et malgré l'ignorance actuelle de l'effectif de sa population, l'UICN classe cette vipère dans la catégorie « préoccupation mineure ».
Elle est par contre protégée par la Convention de Berne et par les directives sur l'habitat de l'Union européenne.

## Venimosité
C'est un serpent venimeux et dangereux, avec une dentition solénoglyphe. Le venin de cette espèce est très actif et l'envenimation est potentiellement mortelle pour l'homme. Le venin est cytotoxique et hémotoxique comme pour la plupart des Vipéridés.
L'envenimation provoque en environ deux heures l'apparition de divers symptômes, tels que nausées, vomissements, douleurs abdominales, pâleur, tachycardie, hypotension et apparition d'un œdème. Il peut aussi provoquer des réactions allergiques, pouvant aller jusqu'au choc anaphylactique. Il provoque aussi des nécroses et une amputation est parfois nécessaire.
Cependant les morsures de cette espèce sont peu fréquentes, car elle est très craintive et peu agressive. Elle est capable de fuir rapidement. Elle ne mord qu'en dernier recours pour se défendre. Lorsqu'elle est menacée, elle s'enroule sur elle-même et souffle bruyamment, le cou replié en S. Mais si elle est capturée, elle se défend énergiquement. Elle sait se retourner pour mordre si elle est tenue par la queue.

## Étymologie

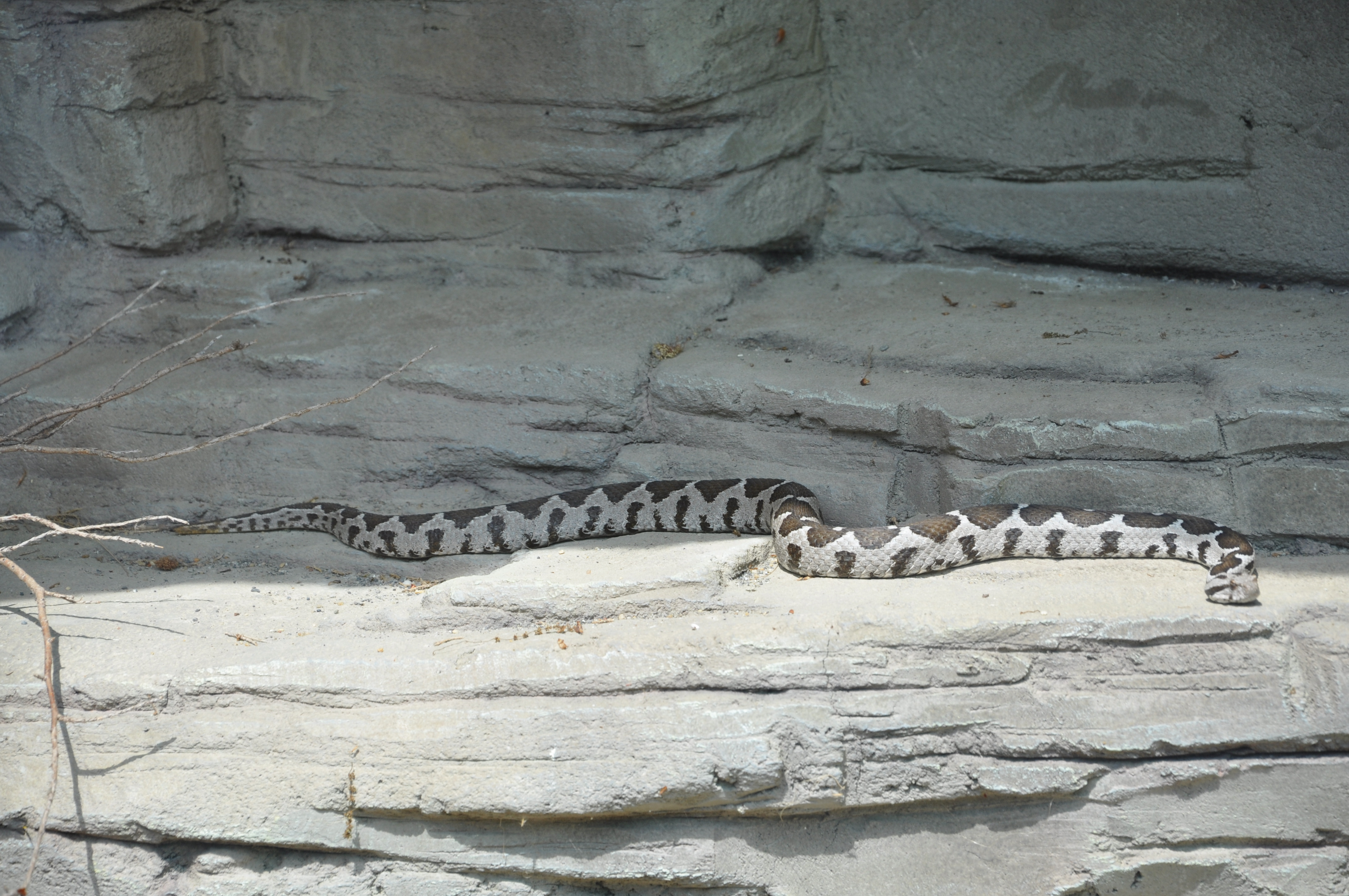
Montivipera xanthina

Le nom de cette espèce, xanthina, vient de Xanthos, l'ancienne ville de Xanthe en Lycie (actuellement Turquie), région où a été trouvé le premier spécimen.

## Publication originale
- Gray, 1849 : Catalogue of the specimens of snakes in the collection of the British Museum, London, p. 1-125 (texte intégral).